# エンポリアム
エンポリアム（タイ語: เอ็มโพเรียม、英語: The Emporium）は、タイのバンコク都クローントゥーイ区にある 高級百貨店（Emporium Department Store）とショッピングモール (Emporium Shopping Complex) の二つを合わせた複合商業施設である。
正面のエムクオーティエ (EmQuartier)と、エムスフィア (EmSphere)を合わせた総面積は65万平方メートルに及ぶ。
1997年7月27日に開業。タイのモール・グループ (The Mall Group) 財閥が所有する９番目の商業施設である。地上７階、地下１階の構造。ホテルのエンポリアム・スイーツ (Emporium Suites、42階) と、エンポリアム・タワー(Emporium Tower、35階) を併設。2015年に建築デザイナーのBOIFFILS による内外装すべてのリニューアルが完了した。
サイアム・パラゴンやエムクオーティエも手掛けるモール・グループ傘下の施設であり、その直接の競争相手はセントラル・グループである。これら二大グループは、かつて存在したカルフール（2010年にBig Cが買収）、そしてテスコ・ロータス（2020年にCPグループが買収し現Lotus's）、そしてBig Cなどのハイパーマーケットの経営者と共に、バンコクをショッピングモール天国に変えていった。現在も新たな大型ショッピングモールの開業が続き、その数は増加の一途を辿っている。
施設内にはシネマコンプレックス、両替所、ファッション店、ヘアサロン、雑貨屋、食料品店、スーパーマーケット、そしてたくさんの高級レストランがある。
創業時1997年のタイはアジア経済危機の最中にあったが、タイ人富裕層の海外旅行が減少して物価の安い国内での消費に集中し、また外国人在住者の顧客を多く獲得する要因となった。
今も日本人や欧米人が多く住むバンコク中心部エリアにあるため品質の良い店や商品が多く、現地の富裕層や世界中からの観光客が多く訪れる。タイ人およびタイ在住外国人向けの会員カード「Mカード」と旅行者用の「ツーリストカード」が提供されている。
正面にあるエムクオーティエとの間にはBTSスカイトレインの線路が通っており、高架下の敷地を合わせた広いイベント会場では季節にあわせた装飾や無料コンサート、また王室関連のイベント等が開催される。

## テナントとサービス

### パワーモール
ザ・モールグループ直営の家電ショップ。
パソコン、携帯電話、デジタルカメラ、音楽プレーヤーなどのデジタル家電からテレビ、オーディオ機器、冷蔵庫、洗濯機など家電のすべてが揃う。エンポリアムでは日本メーカーの商品ラインアップが充実。デモ機の展示や、アフターサービス専門のカウンターもある。楽器やゲームなどの娯楽品、給湯器やシャワー装置などの生活用品もこの売場で販売している。

## テナント一覧
GF 高級ブランドと貴金属＆婦人服
- ツーリストサービス
- スーパーリッチ（両替所）
- TWG（喫茶店）
- スターバックス

MF　高級ブランドと貴金属 & 化粧品
- スターバックス
- オーボンパン（カフェ）

１F　ライフスタイル & 婦人服
- PAUL（ベーカリー）
- 資生堂サロン＆スパ（ヘアサロン）
- MOGA（ヘアサロン）

２F　ライフスタイル & 紳士服
- AISショップ（携帯電話）
- BOOTS（薬局）

３F　電化製品＆文房具
- フジ・ジャパニーズ・レストラン（和食）
- 葵（和食）

４F　フード＆レストラン
- グルメマーケット（スーパー）
- フードホール（食券式フードコート）
- スターバックス
- バーガーキング
- クリスピー・クリーム
- 一風堂（ラーメン）

５F　映画館
- エムプリヴェ（映画館）
- AIS.D.C.（コワーキングスペース）

## エンポリアム周辺
場所はスクンビット通りソイ24の入口にあり、ベンチャシリ公園と並んでいる。BTS（スカイトレイン）の線路を挟んで、正面のエムクオーティエと向かい合って立地している。エンポリアム、エムクオーティエ、そして開業済みのエムスフィアの完成により、BTSプロンポン駅周辺の再開発と連携したベンチャシリ公園、エンポリアム、エムクオーティエを連絡通路でつなぐエム・ディストリクト計画（EM DISTRICT）の主要部分は完成し、一体的な商業地区として機能している。

## 最寄り駅・ホテルなど
BTSスカイトレインのプロンポン駅より徒歩0分。駅前から直接繋がっている。
最寄りのホテルはエンポリアム・スイート(Emporium Suite by Chatrium)、バンコク・マリオット・マーキス・クイーンズパーク (Bangkok Marriott Marquis Queen's Park Hotel)、ヒルトン・スクムビット・バンコク (Hilton Sukhmvit Bangkok) など。周辺には外国人が住むコンドミニアムやサービスアパートメントも多く、それぞれのシャトルバスサービスの発着場としても利用されている。